# Negative
Negative är en finländsk rockgrupp inom glam- och hårdrock som bildades 1997 i Tammerfors.
De har under åren givit ut fem studioalbum och turnerat med bland annat HIM och The Rasmus. 2008 lämnade gitarristen Sir Christus bandet, men han är ändå med på Negatives dvd-skiva In the Eye of a Hurrican som innehåller musikvideor, liveklipp, intervjuer och mera. 
Samma år gavs Negatives nya album Karma Killer ut. En av singlarna från skivan heter Won't Let Go och har toppat Finlands topplistor. Några andra låtar från Karma Killer är A Devil on My Shoulder och Giving Up.

## Bandmedlemmar

### Nuvarande medlemmar
- Jonne Aaron Liimatainen – sång
- Antti "Anatomy" Aatamila – bas
- Janne "Jay Slammer" Heimonen – trummor
- Janne "Mr. Snack" Kokkonen – keyboard
- Hannu "Hata" Salmi - gitarr

### Tidigare medlemmar
- Jukka "Sir Christus" Mikkonen – gitarr
- Lauri "Larry Love" Markkula – gitarr

## Diskografi

### Studioalbum
- Neon - (2010)
- Karma Killer - (2008)
- Anorectic - (2006)
- Sweet & Deceitful - (2004)
- War of Love - (2003)

### Singlar
- Fading Yourself - (2007)
- Sinners Night/Misty Morning - (2006)
- Planet of the Sun - (2006)
- Bright Side (About My Sorrow) - (2005)
- Dark Side (Until You're Mine) - (2005)
- My My, Hey Hey - (2005)
- In My Heaven - (2004)
- Frozen to Lose it All - (2004)
- Still Alive - (2004)
- The Moment of Our Love - (2003)
- After All - (2003)
- Won't Let Go